# Halcón (novela)
Halcón (en inglés Raptor) es una novela de Gary Jennings publicada en 1992.

## Personajes
- Thorn: Es el protagonista hermafrodita. Sus experiencias hacen de él un muchacho aguerrido, amigo de reyes y que nunca se cansa de aprender.
- Juhiza: Además del amor perdido de Wyrd, es una de las personalidades femeninas que adopta a lo largo del libro. Gracias a ella, consigue vivir un romance con Guninando, un joven de unos de los muchos pueblos que visita.
- Veleda: La segunda personalidad femenina que adopta Thorn. Con ella logra ver la ciudad de Vindobona desde el punto de vista de una muchacha plebeya que se aloja en la pensión de la viuda Dengla.
- Wyrd: Es un solitario, un cazador y comerciante de pieles. Thorn se lo encuentra en el bosque, tiempo después de que le expulsaran del convento. Desde ese momento, se convirtió en su maestro y amigo a pesar de la gran diferencia de edad entre ambos.